# Hiroto Goya
Hiroto Goya (呉屋 大翔, Goya Hiroto), né le 2 janvier 1994, est un footballeur japonais.

## Biographie
Goya commence sa carrière professionnelle en 2016 avec le club du Gamba Osaka, club de J1 League. Il dispute un total de 23 matchs en J1 League avec le club. Avec ce club, il atteint la finale de la Coupe de la Ligue japonaise 2016. En 2018, il est prêté au Tokushima Vortis, club de J2 League. En 2019, il est prêté au V-Varen Nagasaki. En 2020, il est transféré au Kashiwa Reysol. Avec ce club, il atteint la finale de la Coupe de la Ligue japonaise 2020.